# Matilde Skjelde
Matilde Skjelde (født 7. april 2006 i Bokn) er en cykelrytter fra Norge, der kører for Baloise-WB Ladies.